# جارود فليتشر
جارود فليتشر (بالإنجليزية: Jarrod Fletcher) مواليد 20 أكتوبر 1983 في أستراليا، هو ملاكم محترف أسترالي يصنف ضمن فئة الوزن المتوسط. شارك في دورة الألعاب الأولمبية الصيفية سنة 2008. حقق الميدالية الذهبية في دورة ألعاب الكومنولث 2006.

## إحصائيات
خاض خلال مسيرته 21 نزالا، فاز في 18 وخسر في 3. فاز بالضربة القاضية في 10 نزالا.

## الميداليات
| الميدالية | المسابقة                  |
| --------- | ------------------------- |
| ذهبية     | دورة ألعاب الكومنولث 2006 |

## روابط خارجية
- جارود فليتشر على موقع بوكس ريك (الإنجليزية) (registration required)
- جارود فليتشر على موقع أوليمبيديا (الإنجليزية)
- جارود فليتشر على موقع اللجنة الأولمبية الأسترالية (الإنجليزية)
- جارود فليتشر على موقع اتحاد ألعاب الكومنولث (مؤرشف) (الإنجليزية)
- جارود فليتشر على موقع دورة ألعاب الكومنولث 2006 (مؤرشف) (الإنجليزية)